# Yeóryios Theodorídis
Yeóryios Theodorídis, född den 12 december 1972, är en grekisk före detta friidrottare som tävlade i kortdistanslöpning.
Theodorídis deltog vid VM 1999 på 100 meter men blev utslagen i kvartsfinalen. Han deltog även vid Olympiska sommarspelen 2000 där han blev utslagen i försöken på 100 meter. Vid inomhus-EM 2000 blev han silvermedaljör på 60 meter.
Han var i final vid inomhus-VM 2001 på 60 meter men slutade då på en sjunde plats. Inte heller vid VM 2003 eller vid Olympiska sommarspelen 2004 lyckades han nå en framskjuten placering då han båda gångerna blev utslagen i kvartsfinalen. 
Däremot blev han bronsmedaljör vid inomhus-VM 2004 på 60 meter på tiden 6,54.

## Personliga rekord
- 60 meter - 6,51
- 100 meter - 10,17